# Raphionacme inconspicua
Raphionacme inconspicua är en oleanderväxtart som beskrevs av H. Huber. Raphionacme inconspicua ingår i släktet Raphionacme och familjen oleanderväxter. Inga underarter finns listade i Catalogue of Life.